# Mazowsze Grójec
Mazowsze Grójec – polski klub piłkarski z siedzibą w Grójcu, występujący w lidze okręgowej, gr. Radom.  
W 1945 roku założony został protoplasta Mazowsza, Klub Sportowy Strażak. Następnie w 1946 roku stworzono klub pod nazwą Wicher. Założycielami była grupa w składzie: Jan Tomaszewski, Stefan Szejtan, Mieczysław Wrzesiński, Jolanta Filipczak i Stanisław Pudelski. W 1949 roku klub zmienił nazwę na Spójna, w 1951 na Sparta, w 1958 na Ludowy Klub Sportowy Mazowsze. W latach 1961–1966 zespół grał w III lidze. W 1969 klub ostatecznie zmienił nazwę na Grójecki Klub Sportowy Mazowsze. W 2002, po 36 latach przerwy, zespół ponownie awansował do III ligi. Po siedmiu latach występów w III lidze w roku 2009 Mazowsze żegna się z nią, spadając do IV ligi. Po sezonie 2014/15 drużyna spadła do Klasy Okręgowej. Spędziła w niej 6 sezonów, powracając na 5. szczebel po sezonie 2019/20.
Barwy klubu są żółto-niebieskie. Piłkarze grają przy ulicy Laskowej w Grójcu na  zmodernizowanym stadionie mogącym pomieścić 680 kibiców.

## Sukcesy
- Gra w III lidze (1961–1966, 2002–2009)
- Trzykrotne zdobycie Pucharu Polski na szczeblu okręgu radomskiego.
- Faza grupowa Pucharu Polski w sezonie 2004/2005